# One Central
One Central  (壹號湖畔) est un ensemble de gratte-ciel construit à Macao en Chine de 2006 à 2010
Il comprend 4 immeubles ;
- Mandarin Oriental Macau, haut de 174 m [1], avec 42 étages. Il abrite des logements et un hôtel qui jusqu'en 2014 appartenait à la chaine Mandarin Oriental.

- One Central Residences Block 1-3, haut de 160 mètres [2], 47 étages. Il abrite des logements.

- One Central Residences Block 4-6, haut de 160 m [3], 47 étages. Il abrite des logements

- One Central Residences Block 7, haut de 139 m, 40 étages. Il abrite des logements

Les architectes sont l'agence d'architecture américaine Kohn Pedersen Fox Associates et l'agence de Hong Kong Wong Tung & Partners Limited